# Ystad–Brösarps Järnväg

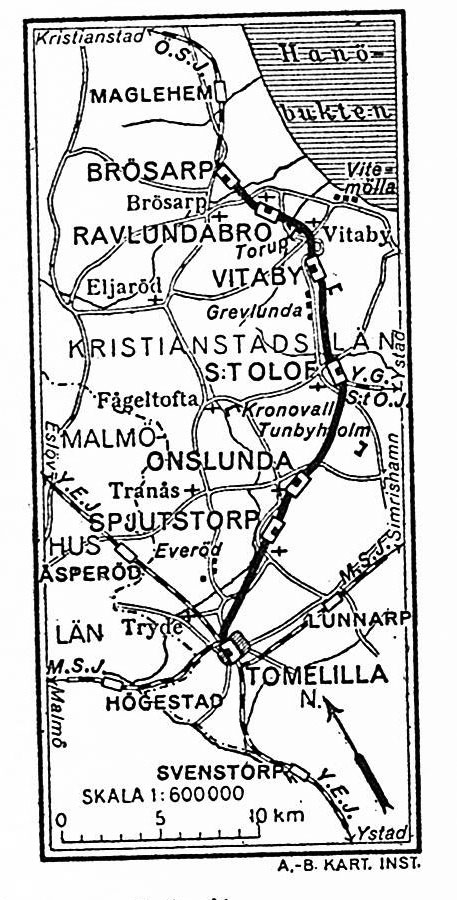
Karta 1926.

Ystad-Brösarps Järnväg var en 30 kilometer lång normalspårig 1435 mm järnväg från Tomelilla vid Ystad-Eslövs Järnväg till Brösarp vid Östra Skånes Järnvägar.

## Historia
I början på 1870-talet efter att Ystad-Eslövs Järnväg var byggd diskuterades möjligheterna för en järnväg från Äsperöd vid Ystad-Eslövs Järnväg till Everöd via Degeberga. Inget hände eftersom järnvägen inte kunde finansieras. Istället byggdes i början av 1880-talet Gärds Härads Järnväg från Karpalund vid Kristianstad-Hässleholms Järnväg till Degeberga. Östra Skånes Järnvägar som hade köpt Gärds Härads Järnväg planerade och byggde i slutet på 1890-talet en järnväg från Degeberga till Brösarp som öppnades år 1900. Ystads stadsfullmäktige drev frågan om en anslutning till Brösarp från Ystad-Eslövs Järnväg. Koncessionen för en järnväg mellan Tomelilla och Brösarp erhölls den 9 september 1898.  Järnvägsaktiebolaget Ystad-Brösarp startades 1899 och aktier tecknades för 652 100 kronor varav Ystads stad 300 000 kronor, landskommuner 99 000 kronor och Ystad-Eslövs Järnväg 200 000 kronor. Byggkostnaden var beräknad till 1,1 miljoner kronor. Banan påbörjades 1899 och byggdes i egen regi av bolaget med bland annat två broar, tre vägportar och fem stationer. Östra Skånes Järnvägar utökade bangården i Brösarp med två sidospår. Järnvägen öppnades för trafik den 19 september 1901 till en  kostnad 1,7 miljoner kronor.
Ekonomin var från början dålig och bolagsstyrelsen förordade tidigt att Ystad-Eslövs Järnväg skulle köpa järnvägen men det blev aldrig beslutat i Ystads stadsfullmäktige. Svenska staten köpte bolaget, i likhet med de övriga Ystadbanorna, den 1 juli 1941 och Statens Järnvägar tog över driften.

### Fordon
Bolaget köpte 45 godsvagnar men lok och personvagnar kom från Ystad-Eslövs Järnväg som hanterade trafiken enligt avtal. 

### Nedläggning
Persontrafiken mellan Tomelilla och S:t Olof lades ner den 1 juli 1941 men återupptogs 1944 för att åter upphöra den 9 juni 1947. Mellan S:t Olof och Brösarp upphörde persontrafiken 1972.
Godstrafiken mellan Tomelilla och S:t Olof upphörde 1954 och banan revs mellan S:t Olof och en kilometer innan Tomelilla som låg kvar som industrispår. Godtrafiken upphörde 1974 mellan Vitaby och S:t Olof och den sista godstrafiken upphörde mellan Vitaby och Brösarp 1975.

## Nutid
Skånska Järnvägar, en museijärnväg,  köpte den nedlagda järnvägen på sträckan mellan kommungränsen mot Kristianstads kommun norr om Brösarp och S:t Olof från Svenska staten för 850 000 kronor och kör museitåg på sträckan. Banvallen är borta på åkermarken mellan Tomelilla och Spjutstorp men den finns därifrån till stor del kvar fram till S:t Olof.

### Webbkällor
- Ystad - Brösarps Järnväg Historiskt om Svenska Järnvägar